# Akqi
Akqi (tiếng Trung: 阿合奇县; bính âm: Āhéqí xiàn, Hán Việt: A Hợp Kỳ huyện; Uyghur: ئاقچى ناھىيىسى‎, ULY: Aqchi Nahiyisi, UPNY: Ak̡qi Nah̡iyisi?; Kyrgyz: اقچئي وودانى) là một huyện của Châu tự trị dân tộc Kyrghyz - Kizilsu, khu tự trị Tân Cương, Trung Quốc.

## Trấn
- A Hợp Kỳ (阿合奇镇)

## Hương
- Khố Lan Tát Nhật Khắc (库兰萨日克乡)
- Sắc Mạt Ba Y (色帕巴依乡)
- Tô Mộc Tháp Thập (苏木塔什乡)
- Cáp Lạp Kỳ (哈拉奇乡)
- Cáp Lạp Bố Lạp Khắc (哈拉布拉克乡)